# Seamus Deane
Seamus Deane   (Derry, 9 de febrer de 1940 - Beaumont Hospital, Dublin, 12 de maig de 2021) va ser un escriptor, poeta i crític literari irlandès.

## Biografia
Seamus Deane va néixer a Londonderry (Derry) en el si d'una família de tradició republicana i catòlica. Va estudiar al St. Columb's College de Derry on es va fer amic de Seamus Heaney, després a la Queen's University de Belfast abans d'incorporar-se al Pembroke College de Cambridge per obtenir el seu doctorat.
Seamus Deane va ser professor a la Universitat de Notre Dame, Indiana.

## Obra
Novel·les
La seva primera novel·la Reading in the Dark, publicada el 1996, va formar part de la selecció final per al Premi Booker i va guanyar el Irish Times International Fiction Prize i el Irish Literature Prize el 1997.
També és autor de The Field Day Anthology Of Irish Writing.
Obra de no ficció
- Celtic Revivals: Assays in Modern Irish Literature 1880-1980, 1985[2]
- Una breu història de la literatura irlandesa, 1986
- La il·lustració i la revolució franceses a Anglaterra 1789-1832, Harvard University Press, 1988[2]
- País estrany: Modernity and Nationhood in Irish Writing des de 1790, 1997
- Afeccions estrangeres: assaigs sobre Edmund Burke, 2005

Poesia
- Guerras graduals, 1972
- Rumors, 1977
- Lliçons d'història, 1983